# Le Bry

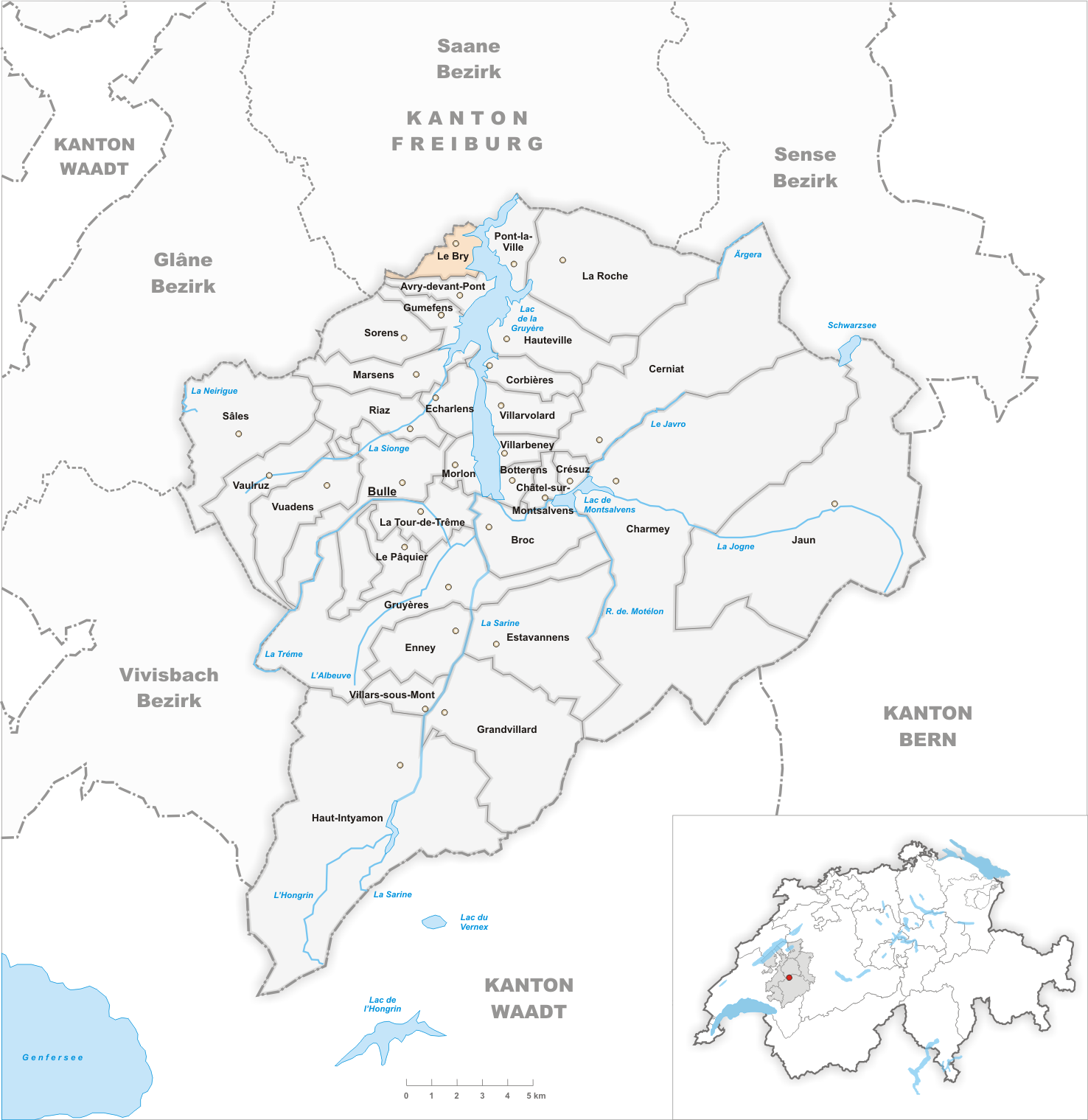
Gemeindestand vor der Fusion am 1. Januar 2003

Le Bry ist eine Ortschaft und früher selbständige politische Gemeinde im Distrikt Greyerz des Kantons Freiburg in der Schweiz. Der frühere deutsche Name Im Kehr wird heute nicht mehr verwendet. Sie entstand am 1. Januar 1970 durch Fusion der Gemeinden Pont-en-Ogoz und Villars-d’Avry. Die BFS-Nummer wurde von Pont-en-Ogoz übernommen. Am 1. Januar 2003 fusionierte Le Bry zusammen mit Avry-devant-Pont und Gumefens zur neuen Gemeinde Pont-en-Ogoz.

## Geographie
Le Bry liegt auf 737 m ü. M., zehn Kilometer nordnordöstlich des Bezirkshauptortes Bulle (Luftlinie). Das Dorf erstreckt sich in der Mulde des Dorfbachs oberhalb des Stausees Lac de la Gruyère, am Ostabhang des Gibloux, im Freiburger Alpenvorland. Die ehemalige Gemeindefläche betrug rund 4,0 km² (inklusive Seeanteil). Das Gebiet reichte vom Seeufer westwärts über den Hang von Le Bry bis auf den Nordgipfel des Gibloux (1170 m ü. M.). Im Norden erstreckte es sich bis zum Wald Bibou, im Süden zum Felsgrat Russille. Auch die Insel Île d’Ogoz im Lac de la Gruyère gehörte zu Le Bry.

## Bevölkerung
Mit 296 Einwohnern (2002) zählte Le Bry vor der Fusion zu den kleinen Gemeinden des Kantons Freiburg. Vor allem seit den 1960er-Jahren verzeichnete das Dorf eine starke Bevölkerungszunahme. Zu Le Bry gehört auch der Weiler Villars-d’Avry (833 m ü. M.) am Ostabhang des Gibloux.
Einwohnerzahlen: Volkszählungsdaten     Zahl für 1960: Pont-en-Ogoz 163 + Villars-d'Avry 33 Einwohner

## Wirtschaft
Le Bry war lange Zeit ein vorwiegend durch die Landwirtschaft geprägtes Dorf. Die Viehzucht und die Milchwirtschaft haben noch heute einen wichtigen Stellenwert in der Erwerbsstruktur der Bevölkerung. Daneben gibt es weitere Arbeitsplätze im lokalen Kleingewerbe und im Dienstleistungssektor, darunter in der 1957 gegründeten Brennerei Morard SA. Seit den 1990er-Jahren wird auch der Tourismus gefördert. Am Seeufer wurde eine kleine Hafenanlage eingerichtet, und die Kapelle auf der Insel Ogoz kann für Hochzeiten gemietet werden. In den letzten Jahrzehnten hat sich Le Bry auch zu einer Wohngemeinde entwickelt. Zahlreiche Erwerbstätige sind deshalb Wegpendler, die vor allem in den Regionen Freiburg und Bulle arbeiten.

## Verkehr
Die Gemeinde ist verkehrstechnisch gut erschlossen. Sie liegt an der Hauptstrasse von Freiburg nach Bulle. Das Gebiet wird von der Autobahn A12 durchquert, die seit 1981 von Bern bis Vevey durchgehend geöffnet ist. Der nächste Anschluss befindet sich rund 3 km vom Ortskern entfernt. Östlich des Dorfes befindet sich der rund 2 km lange Viadukt der A12, der in einem geschwungenen Bogen in 70 m Höhe über zwei Seitenarme des Lac de la Gruyère führt. Durch die Buslinie der Transports publics fribourgeois, die von Freiburg via Rossens nach Bulle führt, ist Le Bry an das Netz des öffentlichen Verkehrs angebunden.

## Geschichte
Auf dem Gebiet von Le Bry wurden Spuren einer im 2. und 3. Jahrhundert nach Christus bewohnten römischen Siedlung gefunden. Seit dem Mittelalter war der Weiler Teil der Herrschaft Pont, kam 1482 an Freiburg und wurde der Vogtei Pont zugeteilt. Nach dem Zusammenbruch des Ancien Régime (1798) gehörte Le Bry zunächst zum Bezirk Bulle und ab 1848 zum Bezirk Greyerz.
Erst im Jahr 1970 entstand die Gemeinde Le Bry, als die vorher selbständigen Gemeinden Pont-en-Ogoz (welche die Insel Ogoz und den Weiler Le Bry umfasste) und Villars-d’Avry fusionierten.
Im Jahr 2002 votierten die Stimmberechtigten von Le Bry mit einer Ja-Mehrheit von rund 88 % für die Fusion der Gemeinden Le Bry, Avry-devant-Pont und Gumefens. Mit Wirkung auf den 1. Januar 2003 entstand deshalb die neue Gemeinde, die wieder den Namen Pont-en-Ogoz trägt.

## Persönlichkeiten
- Antoine Morard (1869–1941), Politiker und Agrarfunktionär